# IC 4607/2
IC 4607/2 је спирална галаксија у сазвијежђу Херкул која се налази на листи објеката дубоког неба у Индекс каталогу.
Деклинација објекта је + 24° 34' 16" а ректасцензија 16h 30m 16,1s. Привидна величина (магнитуда) објекта IC 4607 износи 16,2 а фотографска магнитуда 17,0.